# Żołoćki
Żołoćki (białorus. Залочкі), dawn. Żołodźki – wieś w Polsce położona w województwie podlaskim, w powiecie bielskim, w gminie Boćki.
W latach 1975–1998 miejscowość administracyjnie należała do województwa białostockiego.
Według Pierwszego Powszechnego Spisu Ludności w 1921 r. wieś Żołoćki liczyła 98 mieszkańców zamieszkałych w 14-u budynkach. 58% mieszkańców miejscowości (57 osób) zadeklarowało wyznanie rzymskokatolickie, zaś pozostałe 42% (czyli 41 osób) wyznanie prawosławne. Jednocześnie większość mieszkańców wsi w liczbie 83-ech osób podało polską przynależność narodową, a pozostałe 15 osób zadeklarowało narodowość białoruską. W owym czasie miejscowość znajdowała się w gminie Widźgowo.
Wieś zachowała charakter dwuwyznaniowy do czasów współczesnych. Rzymskokatoliccy mieszkańcy miejscowości należą do Parafii Matki Bożej Wspomożenia Wiernych w  Klichach, a prawosławni do Parafii Zaśnięcia Matki Bożej w Boćkach.